# Среднеелюзанский сельсовет
Среднеелюзанский сельсовет — сельское поселение в Городищенском районе Пензенской области Российской Федерации.
Административный центр — село Средняя Елюзань.

## История
Статус и границы сельского поселения установлены Законом Пензенской области от 2 ноября 2004 года № 690-ЗПО «О границах муниципальных образований Пензенской области».

## Население
| 2002  | 2010  | 2012  | 2013  | 2014  | 2015  | 2016  |
| ----- | ----- | ----- | ----- | ----- | ----- | ----- |
| 8473  | ↗8789 | ↗8811 | ↗8854 | ↘8851 | ↗8878 | ↘8830 |
| 2017  | 2018  | 2021  |       |       |       |       |
| ↗8906 | ↗8940 | ↗9509 |       |       |       |       |

## Состав сельского поселения
| № | Населённый пункт | Тип населённого пункта       | Население |
| - | ---------------- | ---------------------------- | --------- |
| 1 | Смычка           | посёлок                      | ↘4        |
| 2 | Средняя Елюзань  | село, административный центр | ↗9505     |